# Дробовий квантовий ефект Холла
Дробовий квантовий ефект Холла — явище виникнення плато в залежності поперечної магнітнопровідності від напруженості магнітного поля з дробовими значеннями {\displaystyle e^{2}/h}, де  {\displaystyle e} — елементарний електричний заряд, а  {\displaystyle h} — стала Планка. 
Ефект виявили Денієл Цуї та Горст Штермер у 1982 році. Вони помітили, що «плато» в холлівскому опорі спостерігаються не тільки при цілих значеннях n, але і в істотно сильніших магнітних полях при n = 1/3. Надалі були виявлені плато електричного опору і при інших дробових значеннях n, наприклад при n = 2/5, 3/7 …
Природа дробового квантового ефекту Холла була пояснена Р. Лаффліном в 1983 році. В 1998 році Цуї, Штермер і Лаффлін отримали Нобелівську премію з фізики за відкриття і пояснення цього явища.
Суть явища полягає в тому, що група електронів «об'єднується» в нову «частку», заряд якої менший від заряду електрона. Дробовий квантовий ефект Холла не можна пояснити на основі поведінки одиночних електронів у магнітному полі. Причина полягає у взаємодії між електронами. Магнітне поле створює «вихори», по одному на кожен квант магнітного потоку. Принцип Паулі вимагає, щоб кожен електрон був оточений одним «вихором». Коли магнітні поля перевищують величину, відповідну ЦКЕХ з iz =1, вихорів стає більше, ніж електронів. Принцип Паулі виконується при розміщенні декількох вихорів на електроні, яке зменшує міжелектронне кулонівське відштовхування. Електрон «захоплює» квант магнітного потоку і стає складеною частинкою. З точки зору теорії такі складені частинки описувати набагато легше, ніж вільні електрони. Захоплений квант потоку змінює природу частинок, перетворюючи ферміони в бозони. Електрон, який захопив парне число квантів потоку, залишається ферміоном, а непарне число квантів потоку — стає бозоном. При заповненні на 1/3 нижнього рівня Ландау кожен електрон приймає три кванти магнітного потоку. Таким чином виходить композитний бозон. Він знаходиться в умовах нульового магнітного поля (воно вже включене в нову частку) і в стані бозе-конденсації в новому енергетичному стані. Експериментальними методами можна визначити енергетичну щілину, необхідну для виникнення квантування холлівського опору і для звернення до нуля звичайного опору. Коли частина вихорів магнітного поля не захоплена, виникає дробовий дефіцит заряду в кожному з цих вихорів. На відміну від електронів, це позитивні дробові заряди. Квазічастинки можуть вільно рухатися і проводити електричний струм. Поява плато на графіках відбувається як і в цілочисельному квантовому ефекті Холла, через флуктуацій потенціалу на дефектах кристалу. Відмінність у тому, що носії електричного струму — не електрони, а частинки з дробовим зарядом. Дробовий квантовий ефект Холла пояснюється захопленням непарного числа вихорів магнітного потоку кожним електроном.